# Gillian Sankoff
Gillian E. Sankoff é uma linguista conhecida por suas pesquisas em sociolinguística variacionista. É professora aposentada da Universidade da Pensilvânia. Seu artigo "The origins of syntax in discourse", escrito com Penelope Brown e publicado originalmente em 1976, é considerado fundamental para o desenvolvimento do funcionalismo linguístico norte-americano.

## Vida pessoal
Sankoff foi casada com o sociólogo Erving Goffman de 1981 até sua morte, em 1982, tendo com ele a filha Alice Goffman, também socióloga. Em 1993, Sankoff casou-se com o sociolinguista William Labov, com quem teve a filha Rebecca Labov.